# Mesón de los Sauces
Mesón de los Sauces es una localidad del estado mexicano de Jalisco. Es parte del municipio de Encarnación de Díaz.

## Demografía
| Gráfica de evolución demográfica |
|                                  |

| Censo | Población |
| ----- | --------- |
| 1930  | 242       |
| 1940  | 786       |
| 1950  | 538       |
| 1960  | 1 260     |
| 1970  | 529       |
| 1980  | 1 070     |
| 1990  | 2 281     |
| 2000  | 2 571     |
| 2010  | 2 625     |
| 2020  | 2 483     |